# Hét nước Mỹ
Cinclus mexicanus là một loài chim trong họ Cinclidae.